# Nyírbéltek
Nyírbéltek é uma vila da Hungria, situada no condado de Szabolcs-Szatmár-Bereg. Tem 62,19 km² de área e sua população em 2019 foi estimada em 2.949 habitantes.